# Manjung (Montong)
Manjung is een bestuurslaag in het regentschap Tuban van de provincie Oost-Java, Indonesië. Manjung telt 2260 inwoners (volkstelling 2010).